# Shō Kō
Shō Kō (尚灝 Thượng Hạo,  1787–1834) là một vị quốc vương của vương quốc Lưu Cầu, trị vì từ năm 1804 đến 1828, khi ông bị buộc phải thoái vị và nhưỡng ngôi cho con trai là Shō Iku, tuy nhiên trên dãnh nghĩa vẫn là vua của đất nước. Đây là lần thứ hai trong lịch sử của vương quốc, một quốc vương thoái vị; lần đầu tiên là khi Shō Sen'i phải thoái vị và nhưỡng ngôi cho cháu năm 1477.
Người ta nói rằng vào cuối giai đoạn trị vì, Shō Kō "hành động trở nên khác lạ, rối loạn tâm trí, và hay thay đổi". Tam ti quan (Sanshikan) (hội đồng gồm 3 cố vấn cao tuổi nhất của hoàng gia) đã yêu cầu chính quyền phiên Satsuma ở Nhật Bản và với sự tán thành của Satsuma đã buộc Shō Kō thoái vị vào năm 1828 và lui về ở ẩn ở thôn quê. Một đoàn sứ thần được chuẩn bị để thông báo chính thức với triều đình Bắc Kinh về việc thay đổi quyền lực, một thái ấp hoàng gia thứ hai cũng được thành lập ở vùng thôn quê để suy trì uy thế và phẩm giá của cựu vương Shō Kō.
Sử gia George H. Kerr đưa gia giả thuyết rằng khả năng Shō Kō đã không thực sự bị bất kỳ bệnh tâm thần nào, mà là suy tính hành động cấp tiến để nhằm tìm kiếm độc lập cho vương quốc khỏi phiên Satsuma, thoát khỏi tình trạng chư hầu, với hy vọng rằng điều này sẽ làm giảm bớt các khó khăn kinh tế mà vương quốc đang phải đối mặt. Nếu đây là một khả năng, có lẽ Tam ti quan sợ rằng những hành động này quá cấp tiến, quá nguy hiểm và cảm thấy cần thiết phải ngăn chặn vua thực hiện nó.